# Eccidi di San Ruffillo
Gli eccidi di San Ruffillo si riferiscono ad una serie di fucilazioni di massa avvenute agli ordini delle forze nazifasciste a Bologna, nei pressi della stazione ferroviaria di San Ruffillo, fra il 10 febbraio e il 16 marzo 1945, nonché nel mese di aprile presumibilmente presso Rastignano di Pianoro. Nell'arco di questo tempo, almeno 133 oppositori politici e partigiani provenienti da Bologna e dintorni furono fucilati nel corso di almeno nove diverse esecuzioni sommarie.

## Contesto storico
Nell'estate del 1944 l'avanzata da parte delle truppe alleate aveva portato alla rapida liberazione dell'Italia centrale e nell'agosto era stata lanciata l'Operazione Olive per tentare lo sfondamento della Linea Gotica. Le forze della Resistenza presenti a Bologna, incoraggiate dai recenti successi dell'esercito angloamericano, si preparavano all'insurrezione armata in appoggio allo sfondamento del fronte, allora ritenuto imminente. A questo scopo, fra il settembre e l'ottobre 1944 i partigiani avevano stabilito una base operativa nei pressi dell'ex ospedale Maggiore e dell'ex Macello (zona del Cavaticcio). Scoperta la base da parte dei tedeschi il 7 novembre, si venne ad un durissimo scontro, noto come la Battaglia di Porta Lame.
Nel frattempo, a fine ottobre 1944, l'offensiva alleata si era esaurita e nell'inverno fra il 1944 e il 1945, il fronte di guerra si era stabilmente assestato lungo la Linea Gotica sull'appennino a pochi chilometri da Bologna. Nonostante le azioni di piccola scala tentate nel febbraio 1945, con le operazioni Fourth Term ed Encore, la stasi dell'avanzamento alleato creò le condizioni adatte per un contrattacco da parte delle forze fasciste e naziste contro quelle della Resistenza.
In questo contesto, e specialmente a seguito dello scontro di porta Lame, la repressione nazifascista nella città occupata si inasprì notevolmente, con una serie massiccia di rastrellamenti in tutta la città e provincia. Molti partigiani e altri civili vennero arrestati e fucilati sul posto o presso il poligono di tiro, in via Agucchi. Altre persone vennero arrestate e imprigionate, in larga parte presso il carcere di San Giovanni in Monte, nell'ex monastero dell'omonima chiesa cittadina (oggi sede universitaria). Presso questa struttura, infatti, il regime fascista deteneva i prigionieri politici che da lì venivano prelevati per essere fucilati o per essere trasferiti dal comando d'occupazione tedesco verso i lager nazisti (ovvero il campo di transito di Bolzano e il campo di concentramento di Mauthausen).

### Gli "eccidi occultati"
Gli eccidi di San Ruffillo si iscrivono nel contesto dei cosiddetti "eccidi occultati", una pratica inaugurata a Bologna a partire dal 14 dicembre 1944 con il primo di una serie di fucilazioni nascoste avvenute sul ciglio del Calanco di Sabbiuno, oggi note come eccidio di Sabbiuno. Precedentemente, infatti, le fucilazioni di massa di oppositori politici, perpetrate per mano delle Brigate Nere e della Guardia Nazionale Repubblicana, venivano solitamente (ma non sempre) pubblicizzate a scopo intimidatorio attraverso manifesti e pubblicazione sul giornale locale Il Resto del Carlino.

## Gli eccidi
Il primo prelievo di prigionieri dal carcere di San Giovanni in Monte avvenne il 10 febbraio 1945, quando - secondo i registri - furono consegnati alle SS 55 detenuti. I prigionieri vennero trasportati fino alla piccola stazione ferroviaria di Bologna San Ruffillo, situata nella periferia sud-est di Bologna. La stazione in quel tempo era abbandonata in quanto fortemente danneggiata dai numerosi bombardamenti alleati, che avevano prodotto nel terreno circostante ampi crateri.  I prigionieri venivano disposti sul bordo di queste buche e fucilati, facendo sì che i loro corpi cadessero nelle buche le quali venivano poi ricoperte a mo' di fosse comuni. Altre esecuzioni avvennero, secondo le stesse modalità, il 20 febbraio, poi l'1, il 2, il 16 e il 21 marzo, per un totale di 94 vittime accertate.
Altri 39 prigionieri, catturati durante i rastrellamenti nella provincia di Bologna e a Bondeno, furono prelevati dalle carceri di San Giovanni in Monte nel mese di aprile (di per certo il 4, il 9 e il 17) e uccisi in un altro luogo, probabilmente presso la località "Il Pero" presso Rastignano di Pianoro, e risultano ad oggi ancora dispersi.

### Il ritrovamento
Gli eccidi, avvenuti segretamente, rimasero ignoti fino alla fine della guerra. Fu solo all'inizio del maggio 1945, infatti, che dalla terra sconquassata da nuovi bombardamenti effettuati dagli Alleati ad aprile, durante l'offensiva finale, che i corpi delle vittime cominciarono a riemergere. Dei 94 corpi ritrovati, molti vennero riconosciuti nei partigiani arrestati dai nazifascisti e prelevati dal carcere nel periodo fra febbraio e marzo 1945.
Nel 1974, durante alcuni lavori edilizi in località Il Pero, a Rastignano di Pianoro, fu rinvenuta una fossa comune che molti elementi lasciano supporre abbia accolto almeno parte dei detenuti scomparsi dopo i prelevamenti dal carcere del 4, 9 e 17 aprile 1945.

## Le vittime
Le fucilazioni avvenute fra il 10 febbraio e il 21 marzo presso la stazione di San Rufillo coinvolsero almeno 94 partigiani e antifascisti di Bologna, Imola, Castelfranco Emilia, Malalbergo e di altri comuni della provincia di Bologna.
Segue l'elenco delle vittime, le cui salme sono state riconosciute.
- Artedoro Albertini, 26 anni, di Castelfranco Emilia
- Ernesto Amaini, 17 anni, di Malalbergo
- Primo Bacilieri, 22 anni, di Malalbergo
- Enea Baraldi, 18 anni, di Castelfranco Emilia
- Guido Baraldi, 24 anni, di Castelfranco Emilia
- Enrico Bazzani, 26 anni, di Castelfranco Emilia
- Dino Bedonni, 20 anni, di Bologna
- Otello Bergonzini, 24 anni, di Castelfranco Emilia
- Adriano Biondi, 19 anni, di Bologna
- Ismo Biondi, 22 anni, di San Giorgio di Piano
- Ernesto Bottazzi, 25 anni
- Carlo Calzoni, 17 anni, di Bologna
- Gaetano Campagnoli, 21 anni, di Castelfranco Emilia
- Otello Cardelli, 18 anni, di Imola
- Angiolino Carini, 22 anni
- Azzor Carlini, 38 anni, di Malalbergo
- Sergio Casalini, 25 anni, di Bologna
- Amedeo Cavazza, 23 anni, di Castelfranco Emilia
- Orfeo Cavazza, 18 anni, di Castelfranco Emilia
- Italo Cazzola, 28 anni, di Castello d'Argile
- Ilario Cenacchi, 27 anni, di Malalbergo
- Giovanni Cerbai, 32 anni, di Camugnano
- Ugo Coralli, 19 anni, di Imola, Medaglia di bronzo al valor militare
- Antonio Corticelli, 24 anni, di Malalbergo
- Tonino Costa, 19 anni, di Malalbergo
- Francesco Cristofori, 23 anni, di Bologna
- Settimo Dal Rio, 23 anni
- Aldo Guido Dondi, 42 anni, di Castelfranco Emilia
- Remo Draghetti, 22 anni, di Bologna
- Mario Faccioli, 30 anni, di Bologna
- Dante Ferrarini, 20 anni, di Castelfranco Emilia
- Adamo Fiorini, 18 anni, di Malalbergo
- Peppino Fossili, 24 anni, di Bologna
- Mario Fustini, 37 anni, di Bologna
- Orfeo Galletti, 24 anni, di Malalbergo
- Pio Galli, 45 anni, di Anzola dell'Emilia
- Armando Gardi, 43 anni, di Imola, Medaglia d'argento al valor militare
- Virgilio Gasperini, 30 anni, di Bologna
- Leo Gavioli, 18 anni
- Vladimiro Gollini, 23 anni, di Imola, Medaglia di bronzo al valor militare
- Antonio Grandi, 21 anni, di Bologna
- Walter Grandi, 24 anni, di Imola
- Clorindo Grassilli, 22 anni, di Bologna
- Guglielmo Grossi, 24 anni, di Bologna
- Romano Gualandi, 22 anni, di Malalbergo
- Renato Guizzardi, 19 anni, di Castelfranco Emilia
- Enea Loreti, 18 anni, di Imola
- Guerino Maccaferri, 29 anni, di Castelfranco Emilia
- Danio Manfredi, 17 anni, di Castelfranco Emilia
- Florino Manfredini, 36 anni, di Castelfranco Emilia
- Luciano Mantovani, 18 anni, di Calderara di Reno
- Rocco Marabini, 21 anni, di Imola, Medaglia di bronzo al valor militare
- Michele Matteo, 24 anni
- Raffaele Matteuzzi, 33 anni, di Baricella
- Carlo Mazzacurati, 19 anni, di Bologna
- Andrea Moscardini, 18 anni, di Castelfranco Emilia
- Luigi Nanni, 22 anni, di Castelfranco Emilia
- Renato Nanni, 23 anni, di Castelfranco Emilia
- Otello Nannucci, 33 anni
- Guido Negrini, 26 anni, di Castelfranco Emilia
- Vivaldo Orlandi, 18 anni, di Malalbergo
- Ernesto Orsi, 21 anni
- Leone Maurizio Padoa, 63 anni
- Otello Paggiaro, 30 anni
- Renato Pattuelli, 13 anni, di Bologna
- Corrado Pavignani, 18 anni, di Bologna
- Walter Pedretti, 23 anni
- Oreste Pedrini, 20 anni, di Malalbergo
- Giuseppe Petazzoni, 35 anni, di Malalbergo
- Ersilio Pezzotti, 20 anni
- Marino Ragazzi, 29 anni, di Castelfranco Emilia
- Rolando Ravaldi, 26 anni, di Castelfranco Emilia
- Romano Ravaldi, 16 anni, di Castelfranco Emilia
- Giuseppe Rinaldi, 21 anni, di Castelfranco Emilia
- Sandro Rossi, 21 anni, di Bologna
- Annibale Roveri, 17 anni, di Castelfranco Emilia
- Dante Simoni, 24 anni
- Renzo Soli (o Sola), 46 anni, di Castelfranco Emilia
- Gilberto Tacconi, 22 anni, di Castelfranco Emilia
- Walther Tommasini, 22 anni, di Bologna
- Ennio Turrini, 21 anni, di Castelfranco Emilia
- Giovanni Turrini, 18 anni, di Castelfranco Emilia
- Walter Venturi, 27 anni, di Bologna
- Francesco Venturi, 34 anni
- Aimone Veronesi, 33 anni, di Castelfranco Emilia
- Renato Veronesi, 30 anni, di Castelfranco Emilia
- Angelo Volta, 19 anni, di Imola
- Mauro Zanarini, 17 anni, di Castelfranco Emilia
- Augusto Zanotti, 23 anni, di Castelfranco Emilia
- Vittorio Zotti, 21 anni, di Imola
- Dino Zucchini, 18 anni, di Malalbergo
- Renzo Zuffi, 19 anni, di Castelfranco Emilia
- Riniero Zuffi, 22 anni, di Castelfranco Emilia

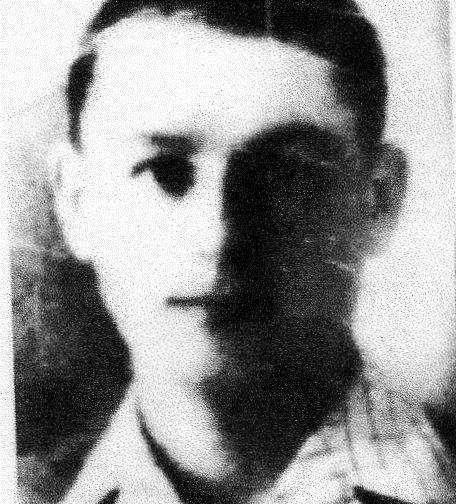
Enea Baraldi (18), fucilato il 10 febbraio 1945
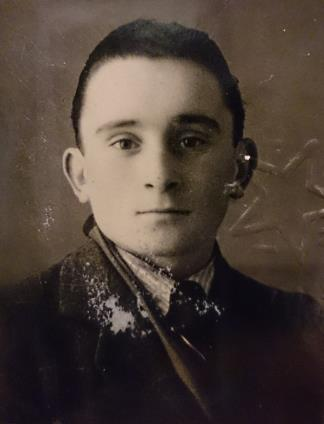
Gaetano Campagnoli (21), fucilato il 10 febbraio 1945
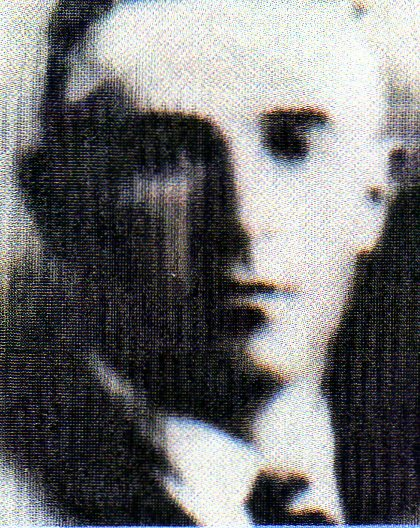
Aldo Guido Dondi (42), fucilato il 10 febbraio 1945
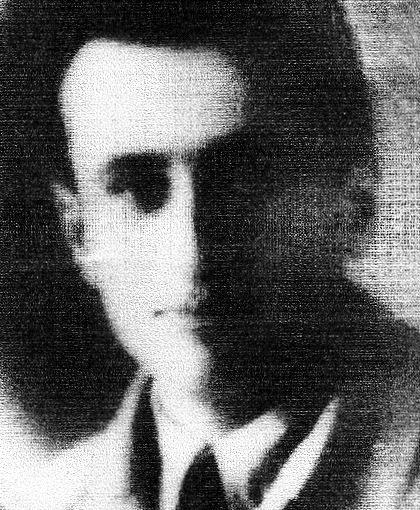
Dante Ferrarini (20), fucilato il 2 marzo 1945
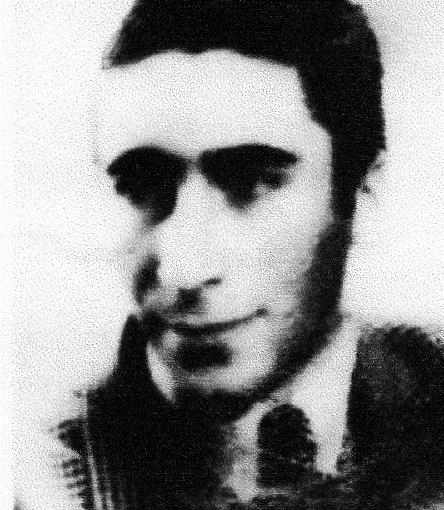
Renato Guizzardi (19), fucilato il 10 febbraio 1945
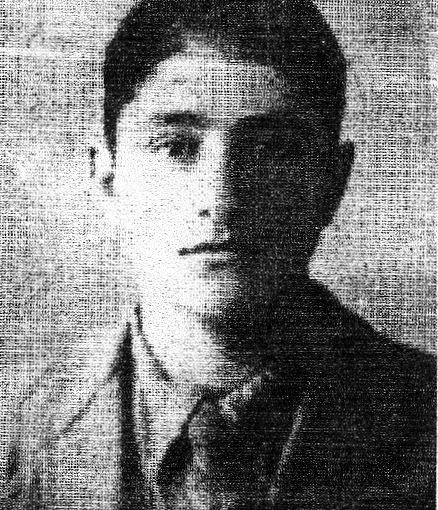
Danio Manfredi (17), fucilato il 10 febbraio 1945
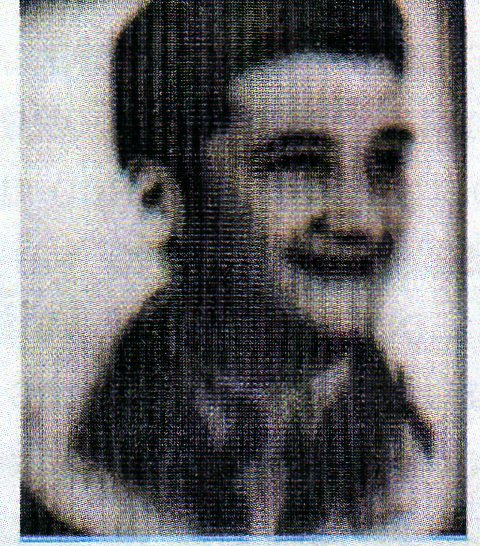
Andrea Moscardini (18), fucilato il 10 febbraio 1945
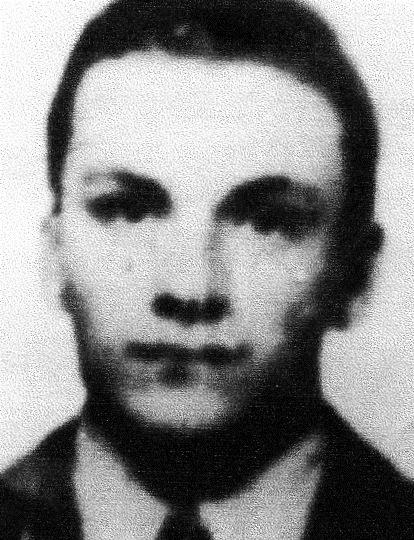
Renato Nanni (23), fucilato il 10 febbraio 1945
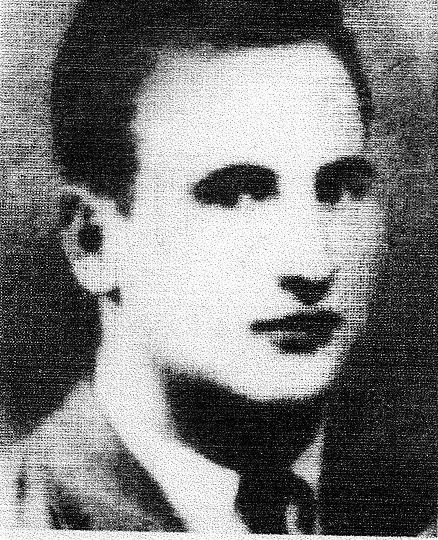
Guido Negrini (26), fucilato il 20 febbraio 1945
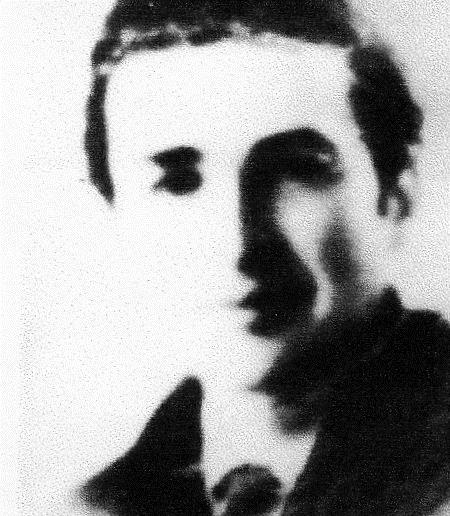
Annibale Roveri (17), fucilato il 10 febbraio 1945
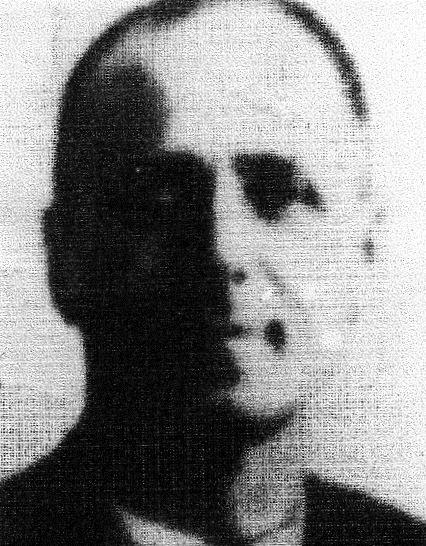
Renzo Sola (o Soli) (46), fucilato il 2 marzo 1945
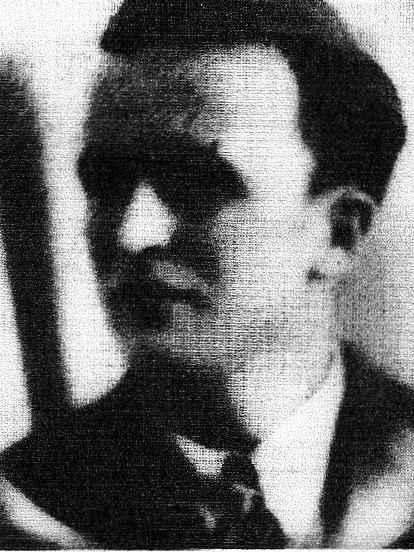
Renato Veronesi (30), fucilato il 10 febbraio 1945
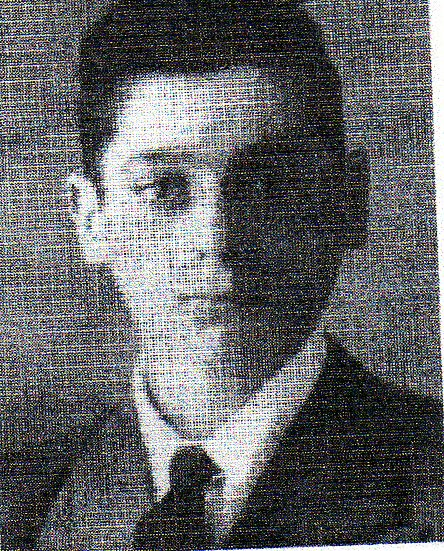
Mauro Zanarini (17), fucilato il 10 febbraio 1945
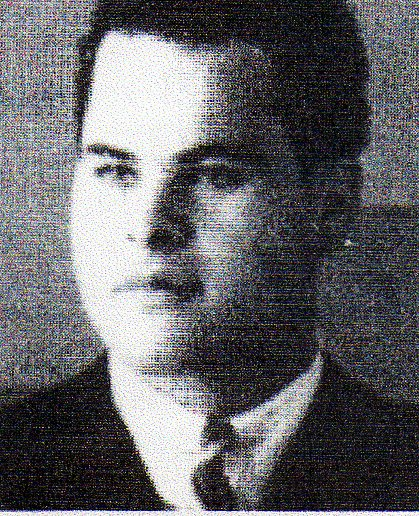
Raniero Zuffi (22), fucilato il 10 febbraio 1945

Un gruppo di altri 39 detenuti, tra i quali anche alcuni proveniente da Bondeno, uscì dal carcere di San Giovanni in Monte per essere condotto a morte nell'aprile 1945.
- Egidio Alberti, 22 anni, di Malalbergo
- Amedeo Benini, 31 anni, di Zugo (Svizzera)
- Ostillo Bertini, 20 anni, di Zocca
- Renato Betti, 26 anni, di Castel d'Aiano
- Francesco Brusa, 24 anni, di Bologna
- Ainis De Biagi, 25 anni, di Bondeno
- Idalgo Dondi, 28 anni, di Bondeno
- Athos Freddi, 27 anni, di Bondeno
- Faustino Gardosi, 34 anni, di San Giovanni in Persiceto
- Eusebio Gazzetta, 24 anni, di Tribano
- Ilo Gigli, 30 anni, di Bondeno
- Umberto Giglioli, 33 anni, di Novi di Modena
- Guido Minghetti, 20 anni, di Molinella
- Dante Natali, 31 anni, di Bologna
- Remo Nicoli, 22 anni, di Bologna
- Bruno Pareschi, 25 anni, di Bondeno
- Ivano Rossi, 39 anni, di Bentivoglio
- Oliviero Simoni, 19 anni, di Crespellano
- Florindo Tassinari, 25 anni, di Finale Emilia
- Bruno Albertazzi, 19 anni, di Bologna
- Adolfo Branchini, 32 anni, di San Giovanni in Persiceto
- Ferruccio Germano Ferrarese, 27 anni, di Pontecchio Polesine
- Giovanni Gavioli, 25 anni, di Bondeno
- Guido Mignani, 24 anni, di Argelato
- Firmando Pancaldi, 21 anni, di Castello d'Argile
- Modesto Tarozzi, 23 anni, di Castelfranco Emilia
- Vincenzo Tarozzi, 21 anni, di Castelfranco Emilia
- Adelfo Maccaferri, 27 anni, di San Giovanni in Persiceto
- Pio Bolelli, 25 anni, di San Giorgio di Piano
- Domenico Buldrini, 47 anni, di Rimini
- Mario Calzoni, 17 anni, di Bologna
- Cesarino Ercolessi, 20 anni, di Loiano
- Elio Giacometti, 20 anni, di Castel San Pietro
- Giorgio Grotti, 19 anni, di Budrio
- Luciano Mattarelli, 17 anni, di Bologna
- Cesare Nicoli, 31 anni, di Pianoro
- Giovanni Ortensi, 31 anni, di Bologna
- Ottavio Serra, 21 anni, di Sala Bolognese
- Duilio Zaniboni, 23 anni, di San Pietro in Casale